# Stazione di Ospedaletti Ligure
La stazione di Ospedaletti Ligure era una stazione ferroviaria a servizio del comune di Ospedaletti posta su un ramo dismesso della ferrovia Genova-Ventimiglia, in provincia di Imperia.

## Storia

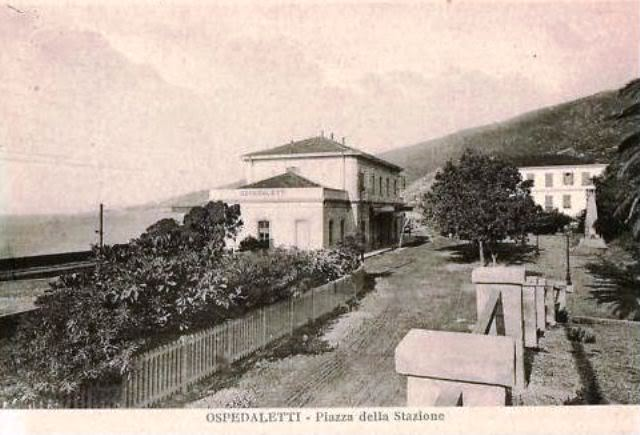
Veduta della stazione ferroviaria di Ospedaletti Ligure in una cartolina d'epoca

Ospedaletti Ligure venne inaugurata nel 1872 con la denominazione iniziale di "Ospedaletti" in concomitanza con il tratto Savona-Ventimiglia della ferrovia Genova-Ventimiglia.
Presso la stazione il 10 settembre 1876 vennero attivati gli "uffici telegrafici al servizio del Governo e dei privati", aventi come numero di riferimento il n. 214.
In stazione, fino al 1964, transitavano ancora convogli trainati da locomotive come le E.550, E.551 ed E.554. Da quella data l'intera tratta dove era posto l'impianto venne convertita nel sistema a corrente continua ed il trifase perdeva uno dei suoi capisaldi principali, oltre a Genova anche Torino nel 1961.
La ferrovia fu in un certo qual modo sempre malvista dagli ospedalettesi per via del muraglione che ospitava la sede ferroviaria. Infatti prima ancora della sua costruzione era stato richiesto lo spostamento dello stesso a monte della linea poiché rappresentava per loro una sorta di divisione dal mare al quale erano legati da generazioni. A questo proposito, il 9 maggio 1968, si tenne una riunione tra l'allora presidente della Provincia Manfredo Manfredi, le Ferrovie dello Stato e all'allora ministro dei Trasporti Scalfaro dove si chiedeva da parte del presidente della Provincia la richiesta definitiva dello spostamento della linea nell'entroterra.
La stazione venne dismessa il 24 settembre 2001 a seguito dell'apertura del nuovo tronco della ferrovia Genova-Ventimiglia dal posto di precedenze San Lorenzo fino a Bordighera.
In stato di abbandono dal 2011 (ultima data di intervento manutentivo), si pensava di farne la nuova sede comunale. Dal 2022 è stato acquisito da privati per essere trasformato in un bike-hotel.

## Strutture e impianti

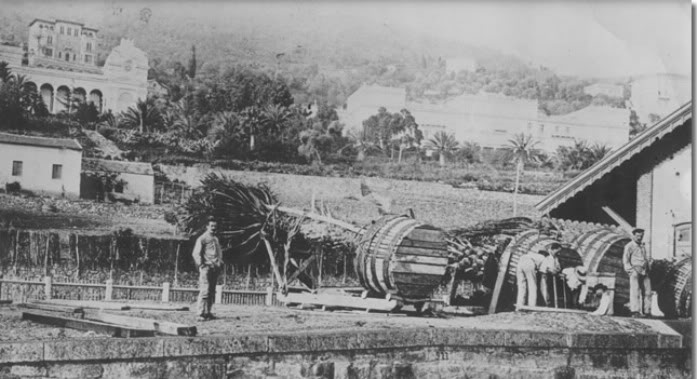
Il piano caricatore della stazione da una cartolina d'epoca del 1906

La stazione disponeva di un fabbricato viaggiatori, di un fabbricato per i servizi igienici, di due binari serviti da banchine collegate tramite un sovrappasso e di uno scalo merci composto da un magazzino, un piano caricatore, un binario tronco ed una stadera a ponte posta su di esso. Accanto all'edificio dei servizi igienici vi era inoltre un altro corpo separato. Annesso al fabbricato viaggiatori vi era anche l'ufficio del capostazione, necessario per presenziare l'impianto.
La stazione dispone di un sottopassaggio che faceva accedere alla seconda banchina ed alla spiaggia sottostante.
Dalla sua dismissione tutti i binari sono stati smantellati con i relativi segnali luminosi e linea aerea. Sul loro sedime è stata ricavata la pista ciclabile inaugurata nel 2008.

## Servizi
La stazione disponeva di:
- Biglietteria a sportello
- Sala d'attesa
- Servizi igienici

Possedeva anche un parcheggio di scambio, un sottopassaggio e degli altoparlanti per l'annuncio dei treni.

## Interscambi
Dal 1913 al 1942 presso la stazione era presente il capolinea occidentale della tranvia Ospedaletti-Sanremo-Taggia. Questa venne soppressa nel 1942 a favore della nuova filovia della Riviera dei Fiori, al 2014 ancora in servizio.
La stazione ha avuto fino alla sua soppressione gli interscambi sotto elencati.
- Fermata taxi
- Fermata autobus
- Fermata filobus (rete filoviaria di Sanremo, linea V)

## Galleria d'immagini

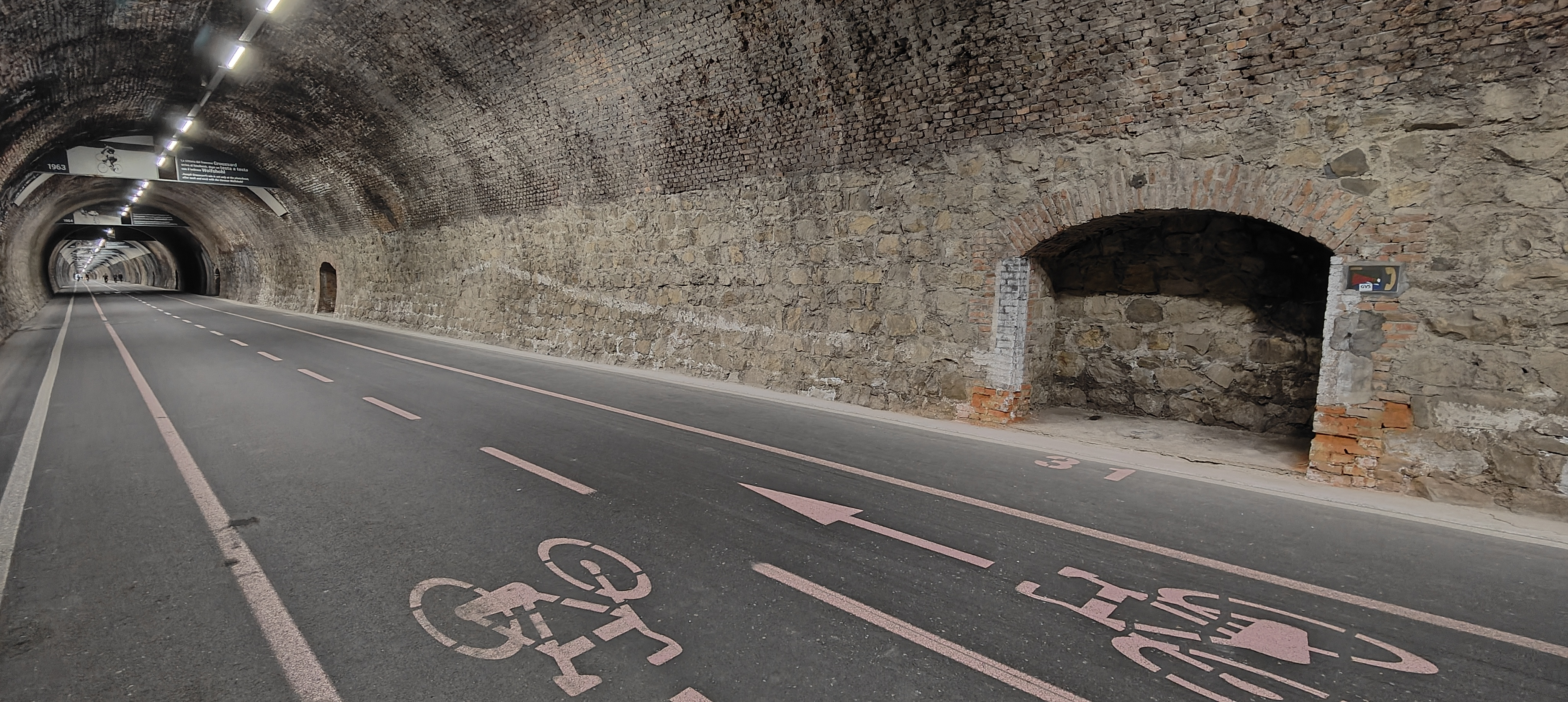
Nicchie di ricovero all'interno della galleria Capo Nero (1750 m, vista lato Sanremo), riutilizzata come pista ciclabile. Benché predisposta per due binari, fu armata di un solo binario
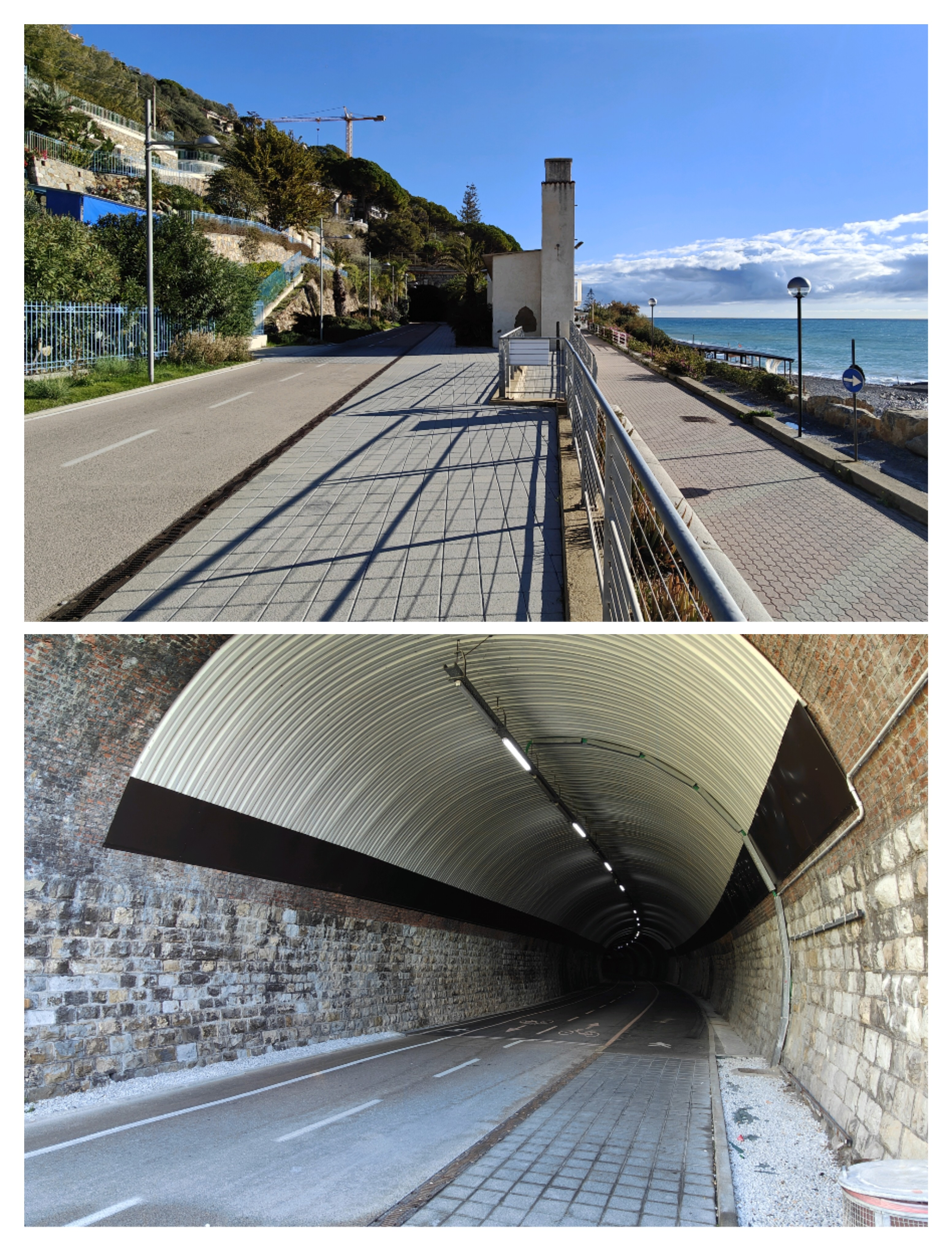
La galleria come si presenta all'ingresso lato Sanremo
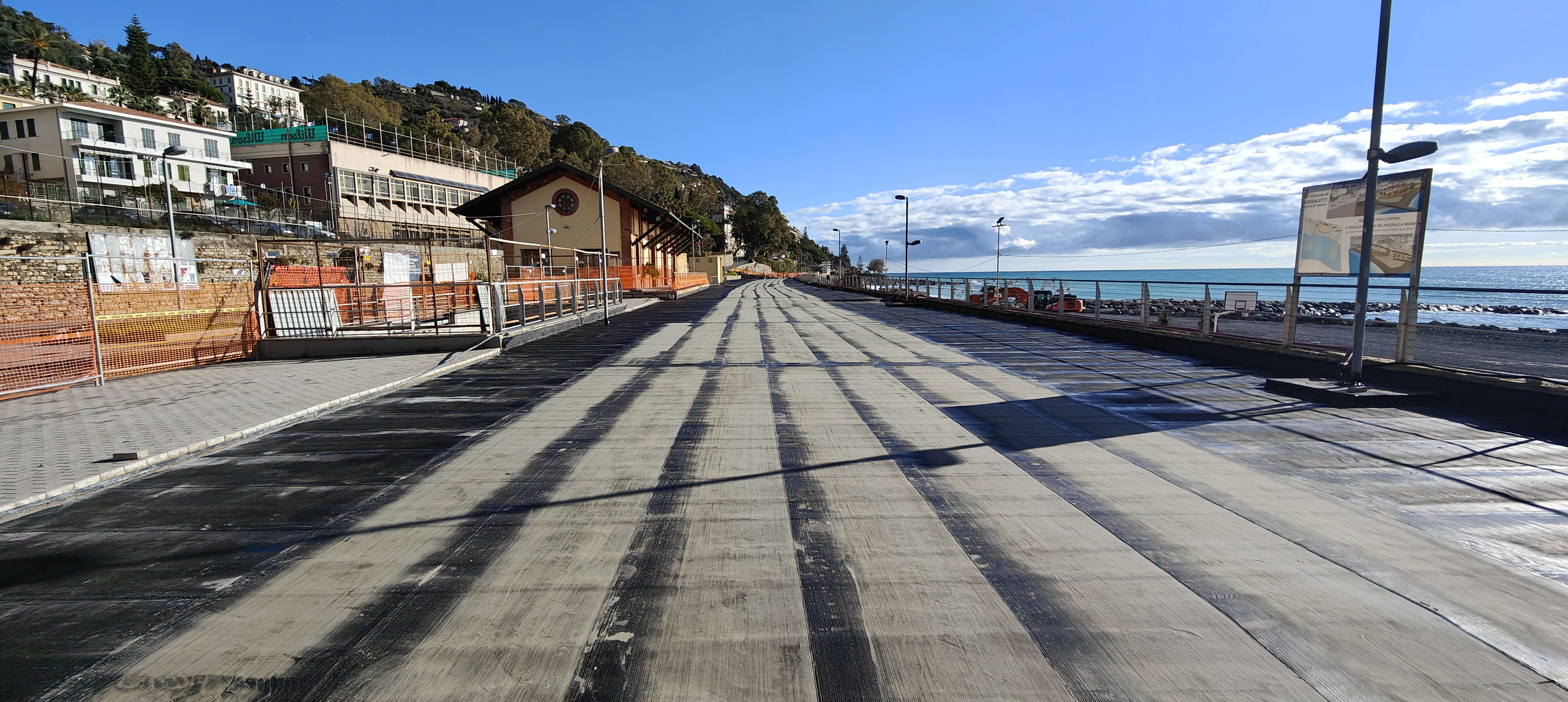
Direzione Sanremo, rivestimento in attesa dell'imminente asfaltatura a fine dicembre 2022
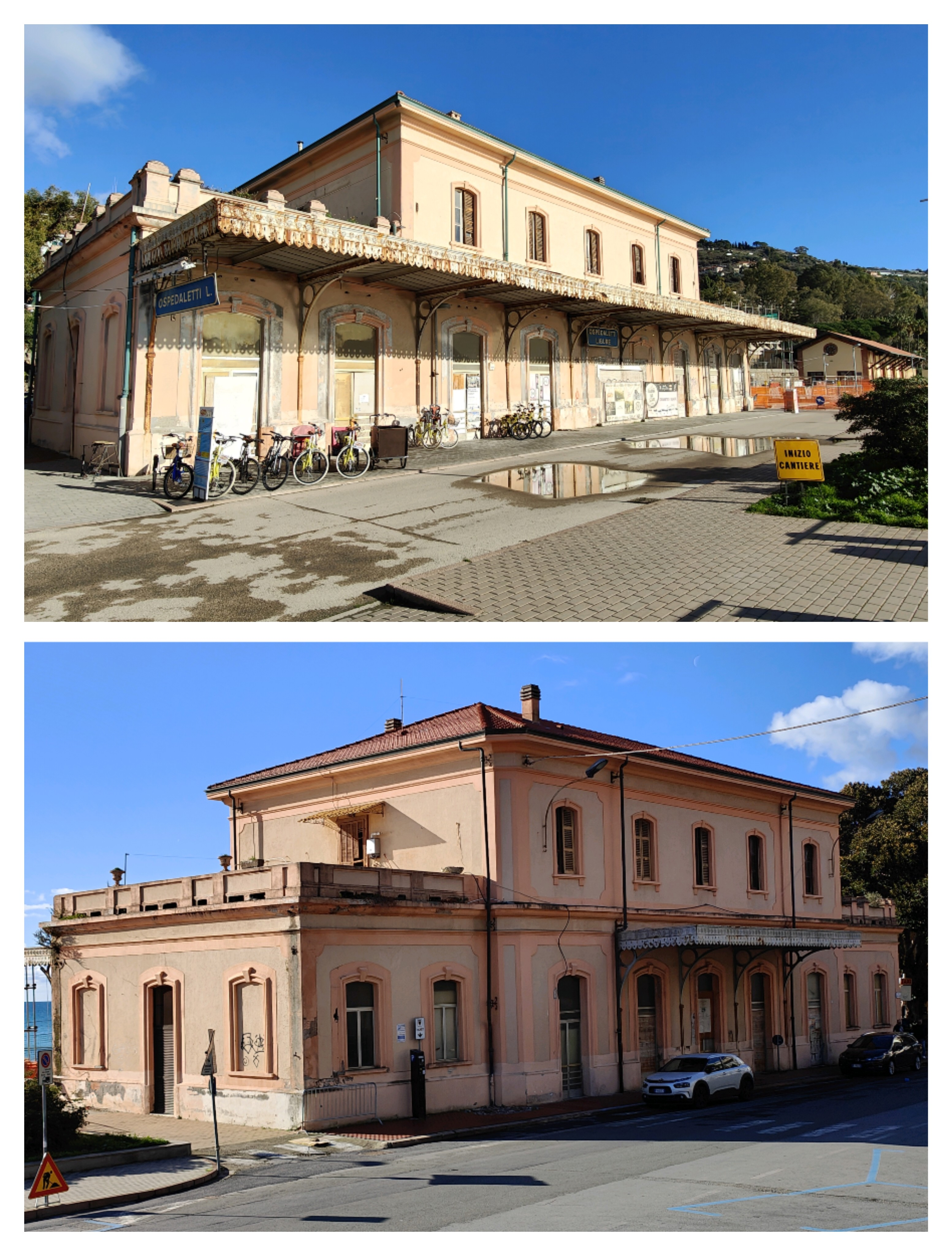
L'ex fabbricato viaggiatori visto dall'ex piazzale interno, sotto: il piazzale esterno
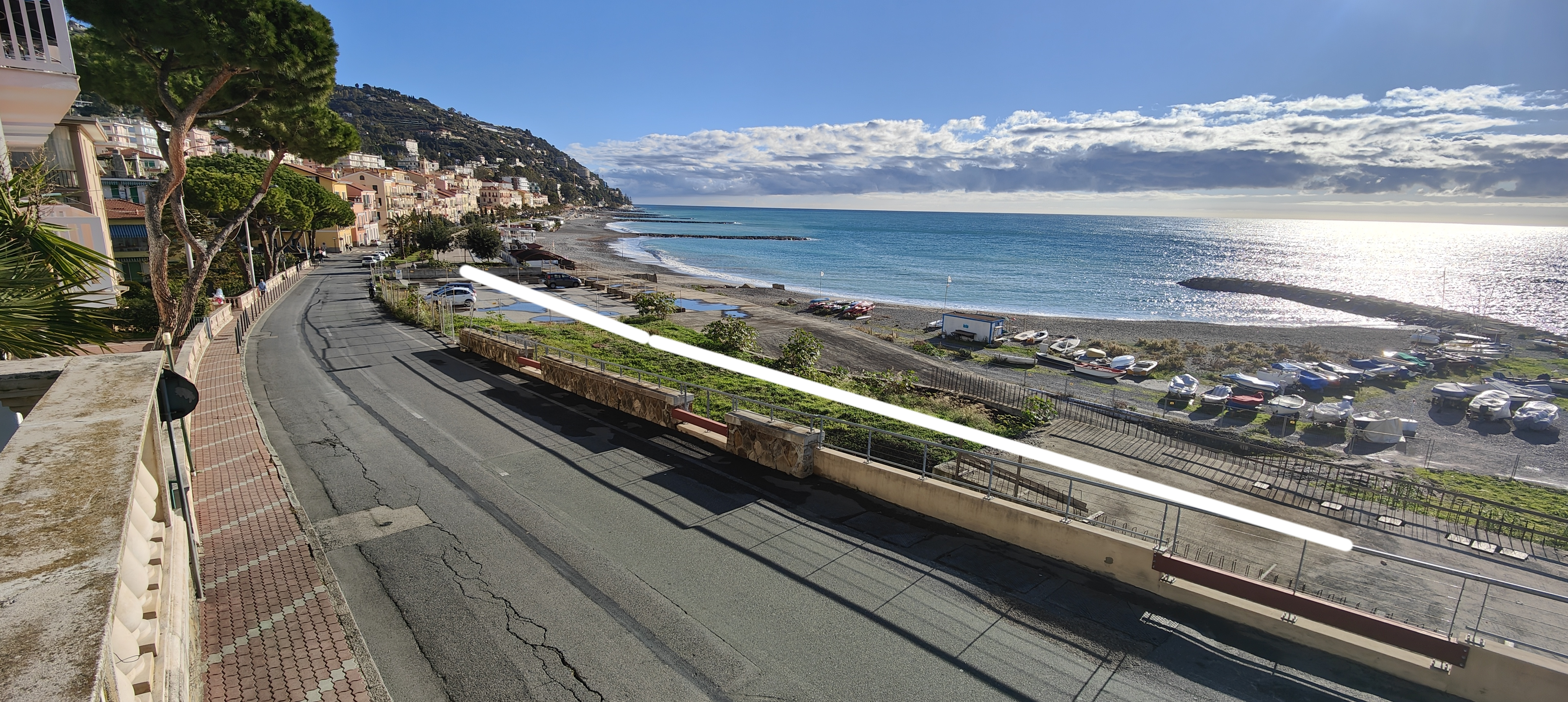
La linea che occupava la zona attuale, trasformata in lungomare (direzione di Bordighera)
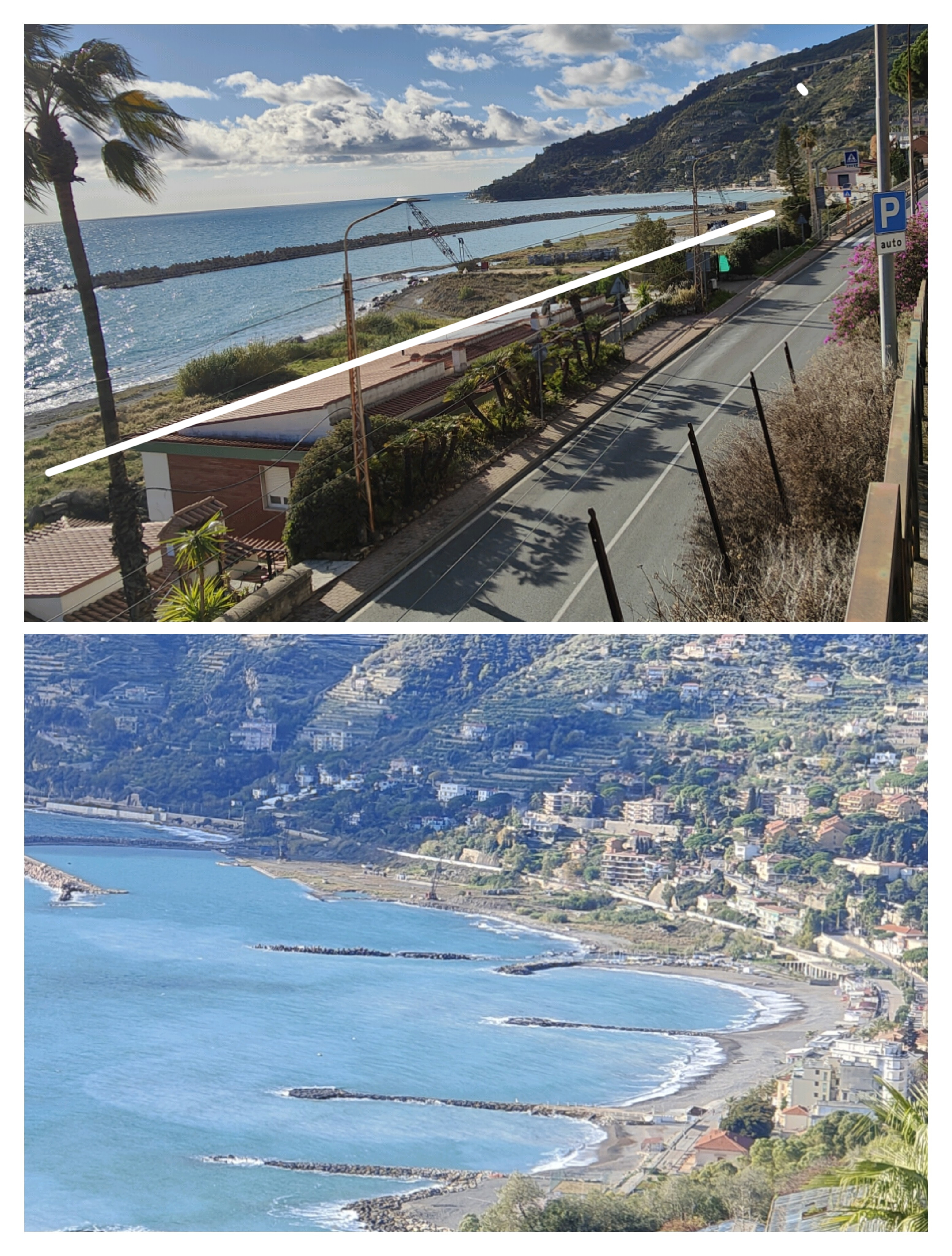
Verso Bordighera, sotto: particolare della curvatura costiera del percorso
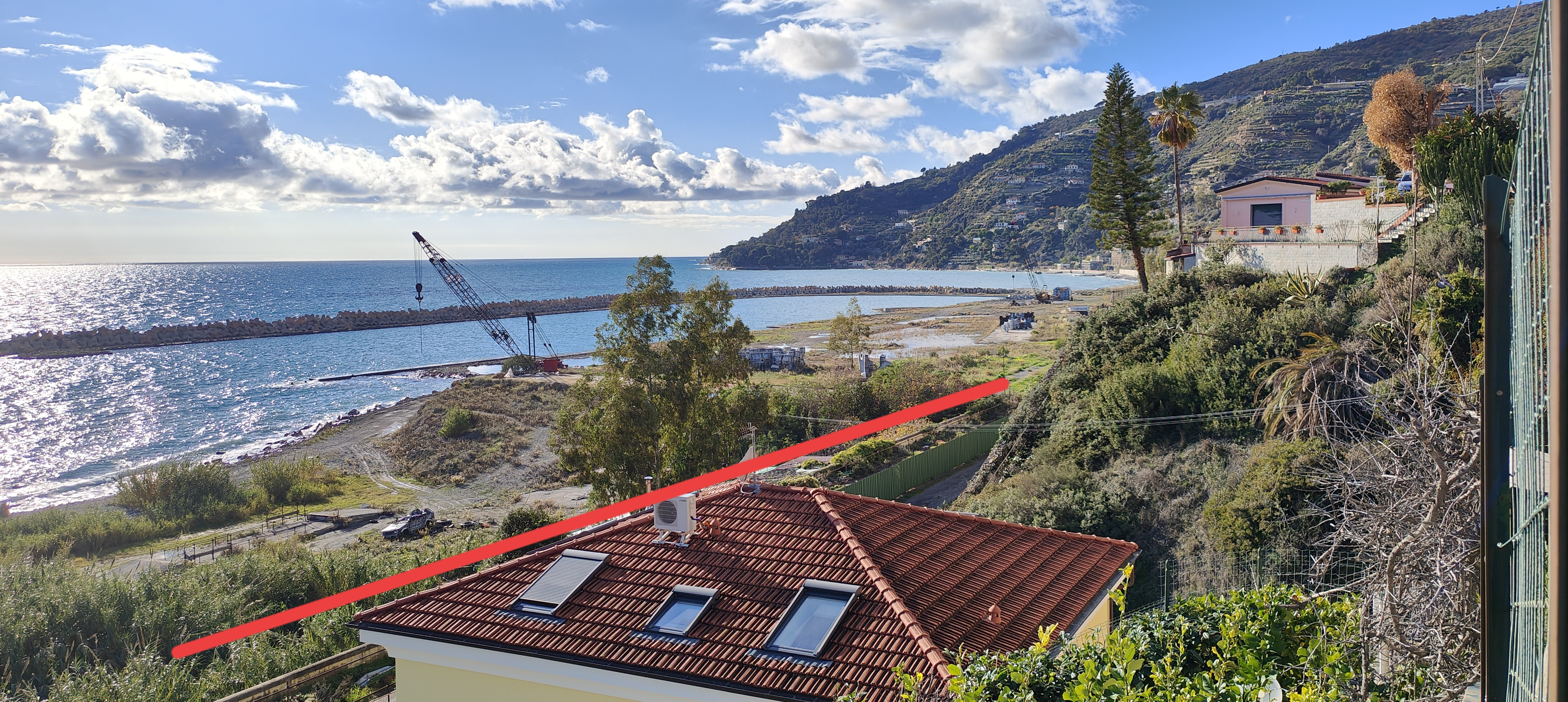
Particolare della parte finale della linea (zona inaccessibile al pubblico in quanto a ridosso della nuova linea) che porta in direzione della nuova galleria Capo Nero
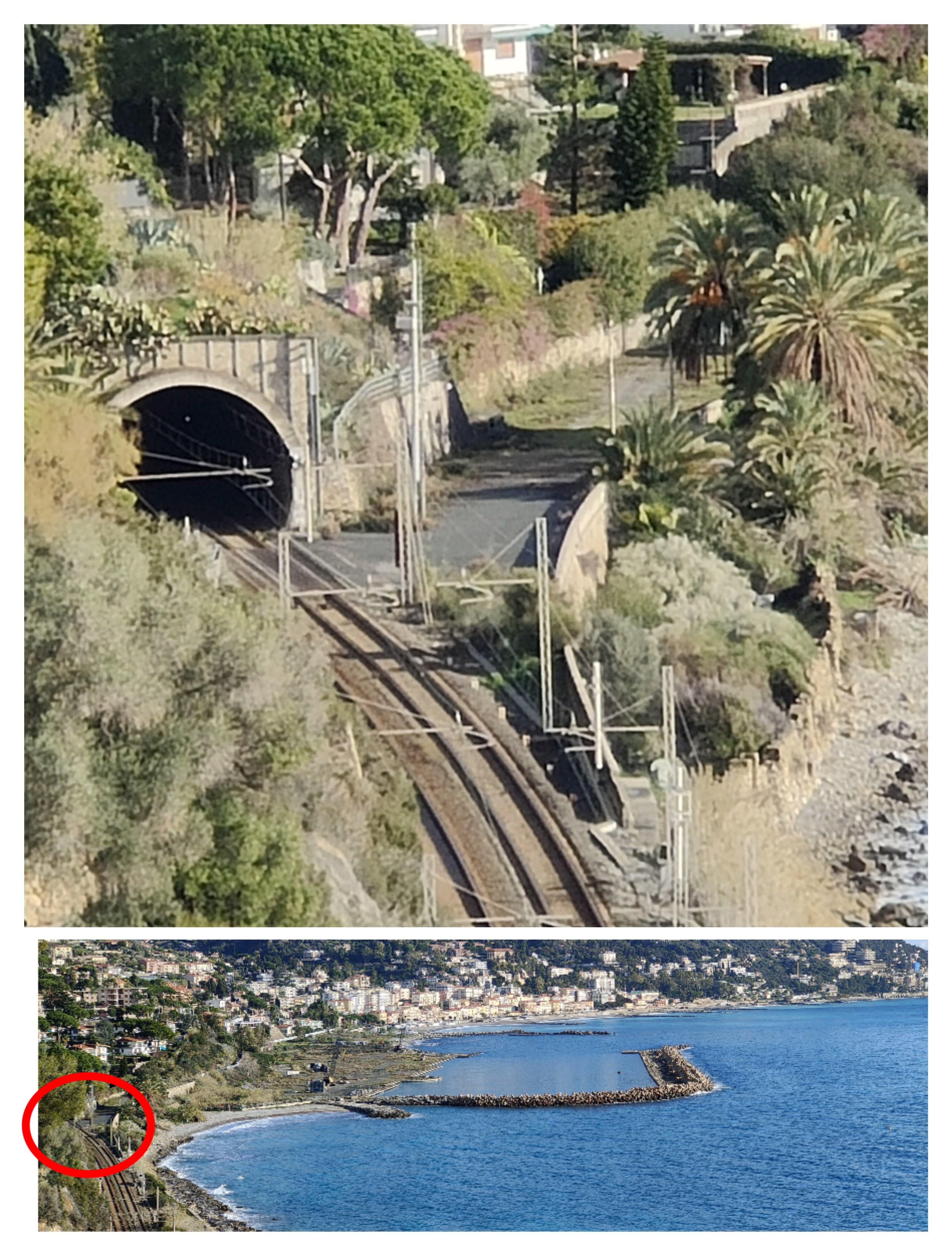
Il punto in cui inizia la variante del 2001 con la galleria lunga 13 km. che collega con Sanremo (sbucando a Taggia-Arma); in basso: panoramica del tracciato (evidenziato) proveniente da Ospedaletti (foto dalla SS1 del dicembre 2022). La linea prosegue immutata per Bordighera sempre passando sotto Capo Migliarese